# Wa’il al-Halki
Wa’il Nadir al-Halki, arab. ‏وائل نادر الحلقي‎ (ur. 1964 w Dżasim) – syryjski polityk, minister zdrowia w latach 2011–2012, premier Syrii od 11 sierpnia 2012 do 3 lipca 2016.

## Życiorys
Urodził się w 1964 w sunnickiej rodzinie w mieście Dżasim, leżącej w prowincji Dara.
Na Uniwersytecie Damasceńskim zdobył dwa dyplomy z: medycyny w 1987 oraz ginekologii i położnictwa w 1991. W latach 2000–2004 był sekretarzem generalnym oddziału syryjskiej partii Baas w Darze. W 2010 roku został szefem lekarskiego związku zawodowego, a od 2011 ministrem zdrowia Syrii. 
W czasach wojny domowej został mianowany 9 sierpnia 2012 na stanowisko premiera po ucieczce z kraju dotychczasowego szefa rządu Rijada Hidżaba. 11 sierpnia 2012 został zaprzysiężony na stanowisku. W kwietniu 2013 terroryści przeprowadzili nieudany zamach bombowy na konwój premiera. Do ataku doszło w Al-Mazza, bogatej dzielnicy Damaszku zamieszkanej głównie, przez sunnitów negatywnie nastawionych do rządu Assada, w jego wyniku zginęło 6 osób. Premierem Syrii pozostawał do lipca 2016.